# Kirin Cup 2011
De Kirin Cup 2011 was de 31e editie van de Kirin Cup. De wedstrijden werden gespeeld op 1, 4 en 7 juni in Japan.
De organisator van dit driehoekstoernooi is de Kirin Corporation.
Alle wedstrijden eindigden in een doelpuntloos gelijkspel, waardoor alle drie de landen gedeeld winnaar werden.

## Eindstand
| Pos | Land     | Wed | Win | Gel | Ver | DV | DT | +/− | Pnt |
| --- | -------- | --- | --- | --- | --- | -- | -- | --- | --- |
| 1   | Peru     | 3   | 0   | 3   | 0   | 0  | 0  | 0   | 2   |
| 2   | Japan    | 3   | 0   | 3   | 0   | 0  | 0  | 0   | 2   |
| 3   | Tsjechië | 3   | 0   | 3   | 0   | 0  | 0  | 0   | 2   |

## Wedstrijden
|                                              |       |       |      |                                                                                        |
| 1 juni 2011 «onderlinge duels» 19:20 (UTC+9) | Japan | 0 – 0 | Peru | Denka Big Swan Stadium, Niigata Toeschouwers: 39.048 Scheidsrechter: Howard Webb (ENG) |
| 1 juni 2011 «onderlinge duels» 19:20 (UTC+9) |       |       |      | Denka Big Swan Stadium, Niigata Toeschouwers: 39.048 Scheidsrechter: Howard Webb (ENG) |

|                                              |          |       |      |                                                                                                |
| 4 juni 2011 «onderlinge duels» 15:00 (UTC+9) | Tsjechië | 0 – 0 | Peru | Matsumotodaira Football Stadium, Matsumoto Toeschouwers: 7.592 Scheidsrechter: Ryuji Sato(JPN) |
| 4 juni 2011 «onderlinge duels» 15:00 (UTC+9) |          |       |      | Matsumotodaira Football Stadium, Matsumoto Toeschouwers: 7.592 Scheidsrechter: Ryuji Sato(JPN) |

|                                              |       |       |          |                                                                                   |
| 7 juni 2011 «onderlinge duels» 19:30 (UTC+9) | Japan | 0 – 0 | Tsjechië | Nissanstadion, Kanagawa Toeschouwers: 65.856 Scheidsrechter: Martin Atkinson(ENG) |
| 7 juni 2011 «onderlinge duels» 19:30 (UTC+9) |       |       |          | Nissanstadion, Kanagawa Toeschouwers: 65.856 Scheidsrechter: Martin Atkinson(ENG) |

| Winnaar Kirin Cup 2011 |
| ---------------------- |
|                        |
| Japan 12e titel        |

| Winnaar Kirin Cup 2011 |
| ---------------------- |
|                        |
| Tsjechië 2e titel      |

| Winnaar Kirin Cup 2011 |
| ---------------------- |
|                        |
| Peru 3e titel          |